# دو خوان
دو خوان (بالصينية: 杜鵑) هي عارضة وراقصة باليه وممثلة صينية، ولدت في 15 سبتمبر 1982 في شانغهاي في الصين.

## وصلات خارجية
- دو خوان على موقع IMDb (الإنجليزية)
- دو خوان على موقع قاعدة بيانات الفيلم (الإنجليزية)
- دو خوان على موقع دليل عارضات الأزياء (الإنجليزية)